# Asediul Lisabonei
Asediul Lisabonei, din perioada 1 iulie - 24 octombrie 1147, a reprezentat acțiunea militară care a adus orașul Lisabona sub controlul permanent al portughezilor și a îndepărtat de la putere pe conducătorii mauri. Asediul Lisabonei a fost una din puținele victorii ale creștinilor în cea de a Doua Cruciadă—a fost „singurul succes al operațiunii universale întreprinse de armata pelerinilor”, și anume a Doua Cruciadă, conform istoricului contemporan Helmold—considerată a fi o bătălie crucială în cadrul Reconquistei.
Căderea Edessei în 1144 a dus la un apel pentru o nouă cruciadă emis de papa Eugen al III-lea în 1145 și 1146. În primăvara lui 1147, Papa a autorizat cruciada în peninsula Iberică. El l-a autorizat și pe Alfonso al VII-lea al Leónului și al Castiliei să-și echivaleze campaniile împotriva maurilor cu restul celei de a Doua Cruciade. În mai 1147, din Dartmouth, Anglia au pornit primele contingente de cruciați către Țara Sfântă. Vremea nefavorabilă a obligat vasele să se oprească pe coasta portugheză, în orașul nordic Porto la 16 iunie 1147. Acolo, ei au fost convinși să se întâlnească cu regele Afonso I al Portugaliei.
Cruciații au acceptat să-l ajute pe rege să atace Lisabona, primind în schimb promisiunea solemnă că vor putea lua bunurile din oraș și bani de răscumpărare de la prizonieri. Asediul a început la 1 iulie. După patru luni, căpeteniile Almoravide au capitulat la 24 octombrie, în principal din cauza foametei din oraș. Majoritatea cruciaților s-au stabilit în orașul proaspăt cucerit, în timp ce alții au plecat mai departe spre Țara Sfântă. Lisabona a devenit ulterior, în 1255, capitala Regatului Portugaliei.

## Cruciada a doua
Începutul tradițional al Reconquistei a fost identificat în înfrângerea musulmanilor la Covadonga în 722. După Prima Cruciadă din 1095-1099, Papa Pascal al II-lea a cerut cruciaților iberici (portughezi, castilieni, leonezi, aragonezi, și alții) să rămână acasă, unde războiul dus de ei era considerat a fi la fel de demn ca și cel al cruciaților plecați spre Ierusalim.
Căderea Edessei în 1144 a dus la un apel pentru o nouă cruciadă emis de papa Eugen al III-lea în 1145 și 1146. În primăvara lui 1147, Papa a autorizat o cruciadă și în peninsula Iberică, unde războiul împotriva maurilor dura de câteva sute de ani. Eugen a încurajat Marsilia, Pisa, Genova, și alte orașe mediteraneene să lupte în Iberia. El l-a autorizat pe Alfonso al VII-lea al Leónului și al Castiliei să-și promoveze campaniile împotriva maurilor ca pe o parte din a Doua Cruciadă.
La 19 mai 1147, din Dartmouth, Anglia, au pornit primele contingente de cruciați, formate din flamanzi, frizoni, normanzi, englezi și scoțieni, precum și unii cruciați din Köln, care se considerau împreună „franci”. Niciun prinț sau rege nu a luat parte la cruciade, întrucât Anglia era la acea vreme în perioada Anarhiei. Flota era comandată de Henry Glanville, conetabil al Suffolkului. Printre alți căpitani cruciați se numărau Arnold al III-lea de Aerschot, Christian de Ghistelles, Simon din Dover, Andrew din Londra și Saher din Archelle.

### Redirecționarea eforturilor

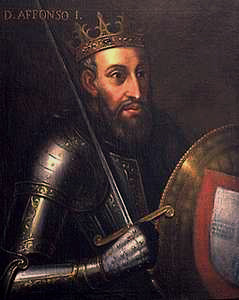
Afonso I al Portugaliei

Conform lui Odo de Deuil, 164 de corăbii plecaseră spre Țara Sfântă, și este posibil ca până la sosirea pe țărmul iberic numărul lor sa fi ajuns la 200. Vremea nefavorabilă a obligat vasele să se oprească pe coasta portugheză, în orașul nordic Porto la 16 iunie 1147. Acolo, episcopul Pedro II Pitões i-a convins să se întâlnească cu regele Afonso al Portugaliei. Regele, care ajunsese la râul Tagus și cucerise Santarémul în martie, era în negocieri cu papa pentru recunoașterea titlului sau de rege. El a fost anunțat de sosirea primului grup și s-a grăbit să-l întâlnească.
Grupul multinațional și indisciplinat a acceptat să-l ajute acolo, primind în schimb promisiunea solemnă că vor putea lua bunurile din oraș și bani de răscumpărare de la prizonieri. În ce privește orașul, „îl vor avea și îl vor ține până când va fi cercetat și dezbărat de prizonieri pentru răscumpărare și de toate celelalte. Apoi, când vor fi mulțumiți de cât îl vor fi scotocit, îl vor da mie..." Afonso a promis să împartă teritoriile cucerite ca fiefuri pentru conducătorii militari. El și-a rezervat puterea de advocatus și i-a scutit pe participanții la asediu și pe urmașii lor de taxa comercială portugheză denumită pedicata.
Cruciații englezi nu erau la început entuziasmați, dar Henry Glanville i-a convins să participe. S-a făcut schimb de ostatici pentru a asigura respectarea angajamentelor.

### Căderea Lisabonei

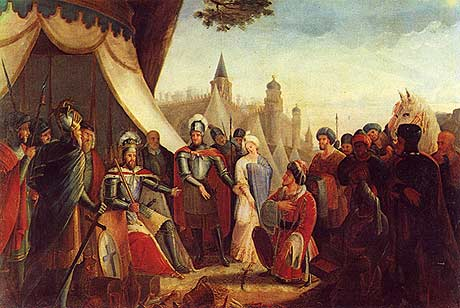
Asedierea Lisabonei de către D. Afonso Henriques de Joaquim Rodrigues Braga (1840): viziune romantică

Asediul a început la 1 iulie. Creștinii au capturat la scurt timp teritoriile înconjurătoare și au asediat zidurile orașului. După patru luni, căpeteniile maurilor au acceptat să capituleze, deoarece turnul de asediu al cruciaților a ajuns la zidurile lor și din cauza foametei din oraș, unde se adăpostiseră populațiile din Santarém precum și „cetățenii de vază din Sintra, Almada și Palmela.”
După o scurtă revoltă, pusă de cronicarul anglo-normand pe seama „celor din Köln și a flamanzilor]], cuceritorii creștini au pătruns în oraș la 25 octombrie. Termenii capitulării indicau că soldații musulmani din oraș își vor păstra viețile și proprietățile, dar imediat ce creștinii au pătruns în oraș, termenii au fost încălcați.  Conform De expugnatione Lyxbonensi,
| “ | Dușmanii, când au fost despuiați în oraș, au plecat prin trei porți de sâmbătă dimineața până miercuri. Au fost atât de mulți oameni, încât părea că toată Hispania se amestecase în mulțime. | ” |

## Urmări
Unii cruciați au ridicat pânzele și au continuat drumul spre Țara Sfântă. Majoritatea cruciaților s-au stabilit însă în orașul proaspăt cucerit, crescând numărul de sustinători creștini spanioli din peninsula Iberică, iar Gilbert din Hastings a fost ales episcop. În pofida faptului că orașul a capitulat condiționat, a apărut o legendă despre un viteaz nobil și luptător portughez, Martim Moniz, care s-ar fi sacrificat pentru a ține porțile orașului deschise pentru armatele creștine cuceritoare.
Lisabona a devenit în 1255 capitala Regatului Portugaliei. Victoria a fost punct de cotitură în istoria Portugaliei și în cadrul Reconquistei, care avea să fie terminată în 1492.